# Doctor Bull
Doctor Bull is een Amerikaanse filmkomedie uit 1933 onder regie van John Ford.

## Verhaal
Dokter Bull is een weinig belezen arts in een plattelandsdorp. De dorpelingen staan daarom sceptisch tegenover zijn advies. Hij kan zichzelf bewijzen, wanneer hij de oorzaak van een tyfusepidemie ontdekt.

## Rolverdeling
| Acteur              | Personage        |
| ------------------- | ---------------- |
| Will Rogers         | Dr. George Bull  |
| Vera Allen          | Janet Cardmaker  |
| Marian Nixon        | May Tupping      |
| Howard Lally        | Joe Tupping      |
| Berton Churchill    | Herbert Banning  |
| Louise Dresser      | Mevrouw Banning  |
| Andy Devine         | Larry Ward       |
| Rochelle Hudson     | Virginia Banning |
| Tempe Pigott        | Oma Banning      |
| Elizabeth Patterson | Patricia Banning |
| Nora Cecil          | Emily Banning    |
| Ralph Morgan        | Dokter Verney    |
| Patsy O'Byrne       | Susan            |
| Veda Buckland       | Mary             |
| Effie Ellsler       | Myra Bull        |